# Abod
Abod é um município da Hungria, situado no condado de Borsod-Abaúj-Zemplén. Tem 31,16 km² de área e sua população em 2015 foi estimada em 231 habitantes.